# Cardona (Spanyolország)
Cardona település Spanyolországban, Barcelona tartományban. Lakosainak száma 4574 fő (2024). Cardona Montmajor, Viver i Serrateix, Navars, Pinós, Sant Mateu de Bages, Riner, Clariana de Cardener és Navès községekkel határos.

## Népesség
A település népessége az elmúlt években az alábbi módon változott:
| Lakosok száma | 1720 | 3708 | 6572 | 7885 | 6714 | 5272 | 5187 | 4921 | 4636 | 4574 |
|               | 1717 | 1887 | 1936 | 1960 | 1986 | 2004 | 2009 | 2014 | 2019 | 2024 |